# Schornsheim
Pour l’article homonyme, voir Christine Schornsheim.
Schornsheim est une municipalité allemande située dans le land de Rhénanie-Palatinat et l'arrondissement d'Alzey-Worms.

## Source
- (de) Cet article est partiellement ou en totalité issu de l’article de Wikipédia en allemand intitulé « Schornsheim » (voir la liste des auteurs).